# Gymnopilus decipiens
Gymnopilus decipiens är en svampart som först beskrevs av W.G. Sm., och fick sitt nu gällande namn av Peter D. Orton 1960. Enligt Catalogue of Life ingår Gymnopilus decipiens i släktet Gymnopilus,  och familjen Strophariaceae, men enligt Dyntaxa är tillhörigheten istället släktet Gymnopilus,  och familjen Chromocyphellaceae. Arten är reproducerande i Sverige. Inga underarter finns listade i Catalogue of Life.